# (27558) 2000 JW55
2000 جاي دابليو 55 (ويعرف أيضًا باسم (27558) 2000 جاي دابليو 55 وفق تسمية الكوكب الصغير) (بالإنجليزية: 2000 JW55)‏ هو كويكب ضمن حزام الكويكبات؛ وترتيبه 27558 من حيث الاكتشاف.
اكتُشف هذا الجُرم الفلكي بواسطة بحث لنكولن عن الكويكبات القريبة من الأرض في 6 مايو 2000.

## وصلات خارجية
- (27558) 2000 JW55 في قاعدة بيانات مختبر الدفع النفاث لأجرام النظام الشمسي الصغيرة

- الاكتشاف · مخطط المدار ·  العناصر المدارية · المعلمات المادية

- (27558) 2000 JW55 على موقع ويكي سكاي: DSS2, SDSS, GALEX, IRAS, Hydrogen α, X-Ray, Astrophoto, Sky Map, Articles and images